# 冒險 (YOASOBI歌曲)
〈冒险〉（日語：アドベンチャー）是日本双人组合YOASOBI第三张EP《The Book 3》（2023年）中的歌曲。该曲于2023年2月15日由日本索尼音樂娛樂作为单曲发行。歌曲由Ayase创作，是2023年日本环球影城主题活动“Unibaru”的主题曲，其灵感来源于作家菜葵的短篇小说《透过镜头看到的闪耀光芒》（レンズ越しの煌めきを）。伴随歌曲推出的音乐录影带于3月11日首播，视频中呈现了一个动画女孩在主题公园中跳舞的场景。商业表现方面，〈冒险〉在日本公信榜综合单曲榜最高排名第48位，在公告牌日本热门100榜单最高排名第30位。

## 背景和发布
2022年10月19日，YOASOBI宣布与日本环球影城合作，为2023年名为“Unibaru”的学生支援活动创作并演唱主题曲。该活动以“在[USJ]公园度过的学生时代难忘回忆”为主题，主题曲将基于活动所举办比赛的获奖小说创作。作家菜葵创作的小说《透过镜头看到的闪耀光芒》在比赛中胜出。2023年1月26日，该主题公园发布了“Unibaru”活动的2023年宣传广告，其中采用了YOASOBI的新曲〈冒险〉。自2月1日起，这首歌曲开始在主题公园的“好莱坞梦之旅”游乐设施场地播放。
2月9日，这首歌的完整版在广播节目《ROCK KIDS 802》中首次播出。三天后，YOASOBI公布了〈冒险〉的封面艺术图和预告视频，并宣布该曲将于2月15日在数字音乐和流媒体平台上线。封面由门脇光平创作，描绘了日本环球影城大门前的五彩纸屑插画。预告视频中，Ikura的声音朗读着改编故事中的段落，背景是主题公园模糊的景象。后来，〈冒险〉被收录在该组合的第三张EP《The Book 3》中，该EP于10月4日发行。英文版本在一周年纪念日后的2月16日发行，并收录在他们的第三张英语EP《E-SIDE 3》中。

## 作品
〈冒险〉被形容为“一首如春日般明亮清新的歌曲，满载着在日本环球影城的欢乐回忆”。从音乐风格上看，〈冒险〉以原聲吉他前奏和“色彩斑斓的”合成器音色为特色，描绘了主人公踏入一个特别之地、身心得以释放的场景。

## 音乐视频

音乐视频中的一个场景展示了一个动画女孩在日本环球影城的真实广场上跳舞。

〈冒险〉的配套音乐录影带由田村纯执导，于日本标准时间2023年3月11日上午10点首播。影片融合了真人实拍与动画元素，描绘出“介于幻想与现实之间的某个时空”。该音乐录影带的故事源自创意总监花田丽首次聆听歌曲后产生的灵感，她想象出“一个女孩在日本环球影城内漫步，随着心跳舞动”的场景。英文版本的音乐录影带于2024年2月23日上线。
视频以动画形式开场：一个女孩在“自由度较低”的背景中行走并开始跳舞，背景呈现出“类似复古游戏的有限色彩平面横向滚动”效果。当女孩跑过大门时，背景切换为夜晚的日本环球影城内部，她在广场、餐厅等场景中持续舞动。视频结尾，女孩回到现实，在主题公园前与“因新冠疫情而难以相聚的”朋友们重逢。

## 现场表演
日本环球影城于3月11日至12日及25日至26日，在大阪园区举办了为期四天的特别演唱会“Unibaru! Live 2023”，参演阵容包括YOASOBI、樱坂46、Little Glee Monster和NiziU。该组合在首日演出中亮相，并将〈冒险〉作为演出曲目的最后一首进行首演，史努比、Hello Kitty和芝麻街的吉祥物也参与了表演。3月22日，歌曲〈冒险〉和〈向夜晚奔去〉的演出片段通过Premium Music频道播出。〈冒险〉还被列入该组合首次巡演“電光石火 Arena Tour”的演出歌单。12月18日，YOASOBI在日本环球影城拍摄的CDTV Live! Live!圣诞特别节目中首次登上电视舞台表演。

## 電影歌曲
〈冒险〉被用作2024年真人动画冒险喜剧电影《柏靈頓：熊熊去秘魯》日语配音版的形象歌曲，该片于2025年5月9日在日本上映。

## 曲目列表
- 数字下载和流媒体

1. 〈冒险〉 – 3:19

- 数字下载和流媒体 - 英文版

1. 〈冒险〉（英文版） – 3:20

## 制作人员
- Ayase – 词曲作者、制作人
- Ikura – 主唱
- 康妮·青木（Konnie Aoki） – 歌词（英文版）
- Marrista – 伴唱（英文版）
- 伊瑪妮·J·道森（Imani J. Dawson） – 伴唱（英文版）
- BFNK – 伴唱（英文版）
- Nana Hatori – 伴唱（英文版）
- Mayowa Sensei – 伴唱（英文版）
- AssH – 吉他
- 菜葵 – 原著故事作者
- Takayuki Saitō – 人声录音
- Masahiko Fukui – 混音（英语：Audio mixing (recorded music)）
- Hidekazu Sakai – 母带处理

MV
- 田向潤 - 导演
- imid - 插画
- KASSEN - CG制作

## 排行和銷量認證
| 榜单（2023年）           | 最高排名 |
| ------------------------ | -------- |
| 日本（Japan Hot 100）    | 30       |
| 日本（Oricon综合单曲榜） | 48       |

| 榜单（2023年）                    | 排名 |
| --------------------------------- | ---- |
| 日本（Billboard Japan下载歌曲榜） | 48   |

| 地區                 | 认证   | 认证单位/销量 |
| 流媒体               | 流媒体 | 流媒体        |
| -------------------- | ------ | ------------- |
| 日本（日本唱片協會） | 白金   | 100,000,000†  |
| †僅含認證的銷量      |        |               |

## 发行历史
| 区域 | 日期          | 格式                | 版本   | 厂牌     | Ref.   |
| ---- | ------------- | ------------------- | ------ | -------- | ------ |
| 全区 | 2023年2月15日 | 數位音樂下載 流媒体 | 原版   | 索尼日本 | [ 30 ] |
| 全区 | 2024年2月16日 | 數位音樂下載 流媒体 | 英语版 | 索尼日本 | [ 31 ] |